# Geremi Njitap
Geremi Sorele Njitap Fotso (eller bare Geremi) (født 20. december 1978 i Bafoussam, Cameroun) er en tidligere camerounsk fodboldspiller, der spillede som forsvarsspiller senest hos den græske ligaklub Larissa. Geremi har en lang karriere i flere europæiske topklubber bag sig, og har blandt andet optrådt for Real Madrid, Chelsea og Newcastle. Hans mange vundne titler, både på klub- og landsholdsplan, gør ham til en af de mest succesfulde afrikanske fodboldspillere nogensinde.
Geremi vandt i sin tid hos Real Madrid Champions League i både 2000 og 2002, og blev desuden i 2001 spansk mester med klubben. Efter skiftet til Chelsea var han her med til at vinde Premier League i både 2005 og 2006, i 2007 vandt han FA Cuppen, og i både 2005 og 2007 desuden den lille pokalturnering, Liga Cuppen.

## Landshold
Geremi står (pr. august 2010) noteret for hele 116 kampe og 13 scoringer for Camerouns landshold, som han debuterede for helt tilbage i 1996. Siden da har han deltaget i adskillige slutrunder for landsholdet, og har blandt andet været med til at vinde Africa Cup of Nations i både 2000 og 2002, samt OL i Sydney i 2000.

## Titler
La Liga
- 2001 med Real Madrid

Champions League
- 2000 og 2002 med Real Madrid

Premier League
- 2005 og 2006 med Chelsea

FA Cup
- 2007 med Chelsea

Football League Cup
- 2005 og 2007 med Chelsea

Africa Cup of Nations
- 2000 og 2002 med Cameroun

OL
- 2000 med Cameroun